# Fritz Peter Krüger

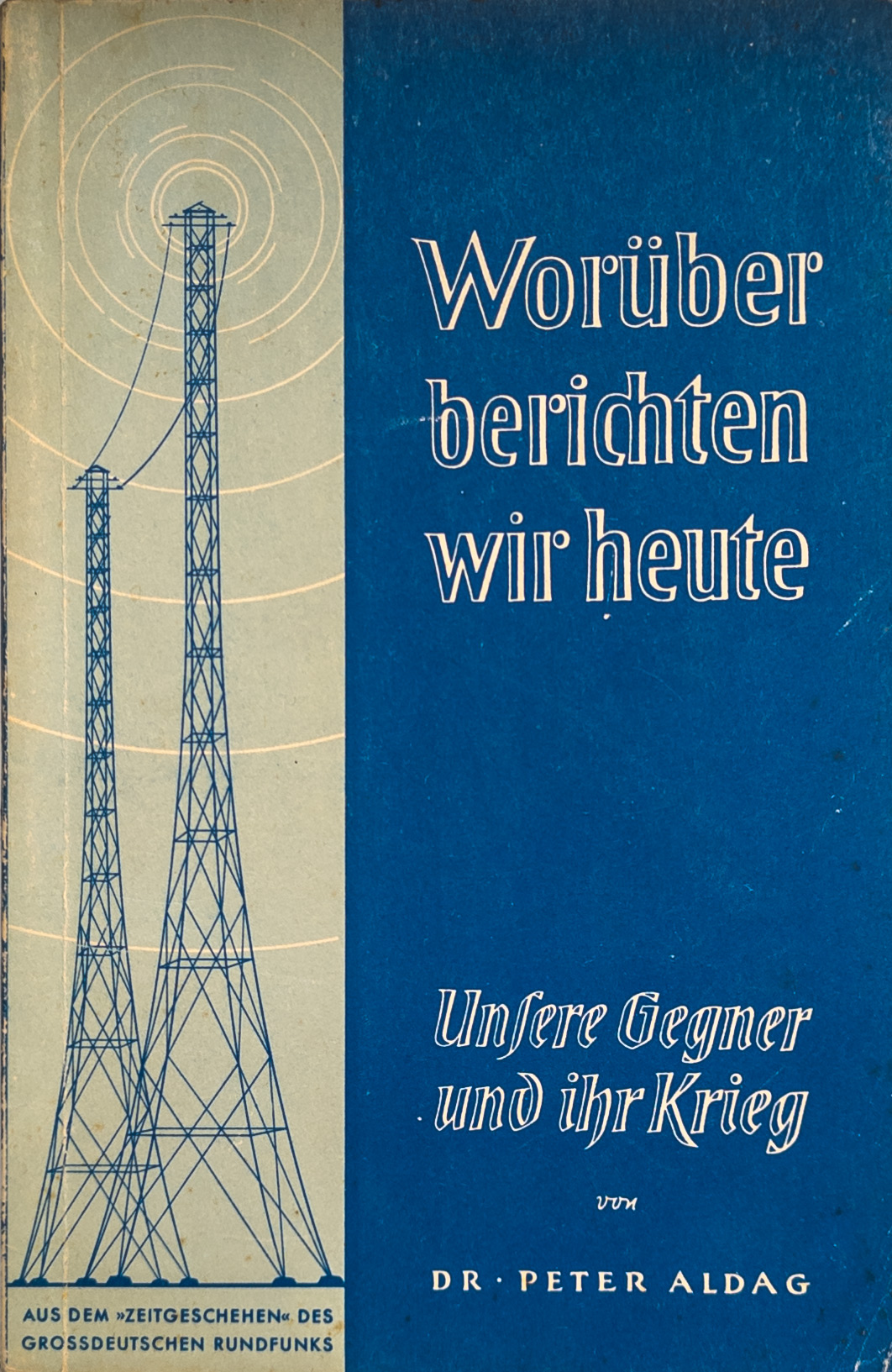
Rundfunkansprachen (1941)

Fritz Peter Krüger (* 1906; † unbekannt) war ein deutscher Autor, der unter dem Pseudonym Dr. Peter Aldag in den Jahren der Hitler-Diktatur und des Zweiten Weltkriegs nationalsozialistisches und antisemitisches Gedankengut verbreitete. Nach dem Krieg arbeitete er als Rechtsanwalt in Hamburg und handelte mit Waffen über die Exportfirma Brock & Schnars. Krügers biografische Daten liegen nicht vor, wohl aber seine Veröffentlichungen in Zeitungen, in Buchform und im von Joseph Goebbels geleiteten Großdeutschen Rundfunks.

## Bibliografie
- Das Judentum in England. Nordland-Verlag, 1936
- Die Juden beherrschen England. Nordland-Verlag, 1939; Übersetzung u. a. ins Niederländische: Joden veroveren Engeland. Uitgeverij 'Storm', 1942
- Worüber berichten wir heute. Unsere Gegner und ihr Krieg. Transkripte von Rundfunkansprachen, Nordland-Verlag, 1941
- Dollar-Imperialismus. Zentralverlag der NSDAP, 1942
- Der Jahwismus erobert England. Reprint 1989, Verlag für ganzheitliche Forschung u. Kultur

In Zeitungen der Nationalsozialisten erschienen von ihm zahlreiche Artikel, etwa
- Bolschewistenfreund Roosevelt. In: Kärntner Volkszeitung. 1941
- Juden finanzierten den Bolschewismus. In: Banater Deutsche Zeitung.
- Die jüdisch-bolschewistische Internationale. In: Der S.A.-Führer. 1943
- Der heiliggesprochene Antichrist. In: Badener Zeitung. 1943
- Die Symbole Judas. In: Völkischer Beobachter. 1944
- Judas Held. Churchill und die Juden. In: Znaimer Tagblatt. 1944

Der Spiegel-Journalist Bernt Engelmann interviewte Krüger und schrieb darüber 1964 in seinem Buch Meine Freunde, die Waffenhändler.